# Павловское (Кесовогорский район)
Павловское — деревня в Кесовогорском районе Тверской области, входит в состав Никольского сельского поселения.

## География
Деревня находится в 13 км на юг-восток от центра поселения деревни Никольское и в 17 км на юго-восток от райцентра посёлка Кесова Гора.

## История
В 1832 году в селе была построена каменная Никольская церковь с 2 престолами, метрические книги с 1780 года. 
В конце XIX — начале XX века село входило в состав Брылинской волости Кашинского уезда Тверской губернии. 
С 1929 года деревня являлась центром Павловского сельсовета Кесовогорского района Бежецкого округа Московской области, с 1935 года — в составе Калининской области, с 1994 года — в составе Матвеевского сельского округа, с 2005 года — в составе Никольского сельского поселения.

## Население
| 1859 | 1889 | 2002 | 2010 |
| ---- | ---- | ---- | ---- |
| 360  | ↗510 | ↘45  | ↘31  |

## Достопримечательности
В деревне расположена недействующая Церковь Николая Чудотворца (1832).